# Padrones de Bureba
Padrones de Bureba ist ein nordspanischer Ort und eine Gemeinde (municipio) mit nur noch 60 Einwohnern (Stand: 2024) im Nordosten der Provinz Burgos in der Autonomen Gemeinschaft Kastilien-León.

## Lage und Klima
Der Ort Padrones de Bureba liegt am Río Vadillo ca. 5 km westlich des Naturparks Montes Obarenes-San Zadornil in einer Höhe von etwa 785 m. Die Stadt Burgos liegt knapp 60 km (Fahrtstrecke) in südwestlicher Richtung entfernt; die nächstgelegene Stadt ist Briviesca (ca. 33 km südöstlich). Das Klima im Winter ist rau, im Sommer dagegen gemäßigt und warm; der für spanische Verhältnisse reichliche Regen (ca. 745 mm/Jahr) fällt überwiegend im Winterhalbjahr.

## Bevölkerungsentwicklung
| Jahr      | 1857 | 1900 | 1950 | 2000 | 2017 |
| Einwohner | 246  | 236  | 291  | 73   | 50   |

Die Mechanisierung der Landwirtschaft und die Aufgabe bäuerlicher Kleinbetriebe führten seit den 1950er Jahren zu einem Mangel an Arbeitsplätzen und einem deutlichen Rückgang der Einwohnerzahlen (Landflucht).

## Wirtschaft
In früheren Zeiten war Padrones de Bureba ein sich selbst versorgendes Bauerndorf in der fruchtbaren und deshalb landwirtschaftlich geprägten Umgebung der Bureba. Die Feldarbeit wird heute von nur wenigen Bauern verrichtet; einige Häuser werden im Sommer als Ferienwohnungen (casas rurales) vermietet.

## Geschichte
Aus keltischer, römischer, westgotischer und islamischer Zeit wurden bislang keine Zeugnisse gefunden. Im 8. und frühen 9. Jahrhundert befand sich die Gegend unter islamisch-maurischem Einfluss, doch wurde das Gebiet wegen des ungewohnt rauen und regnerischen Klimas von den Berbern weder dauerhaft besiedelt noch verteidigt. Ende des 9. Jahrhunderts erhielt der kastilische Graf Diego Rodríguez Porcelos von König Alfons III. von Asturien den Auftrag zur Wiederbesiedlung (repoblación) des entvölkerten Landes. Die erstmalige Erwähnung des Ortsnamens Miaraueg stammt aus dem Jahr 1156.

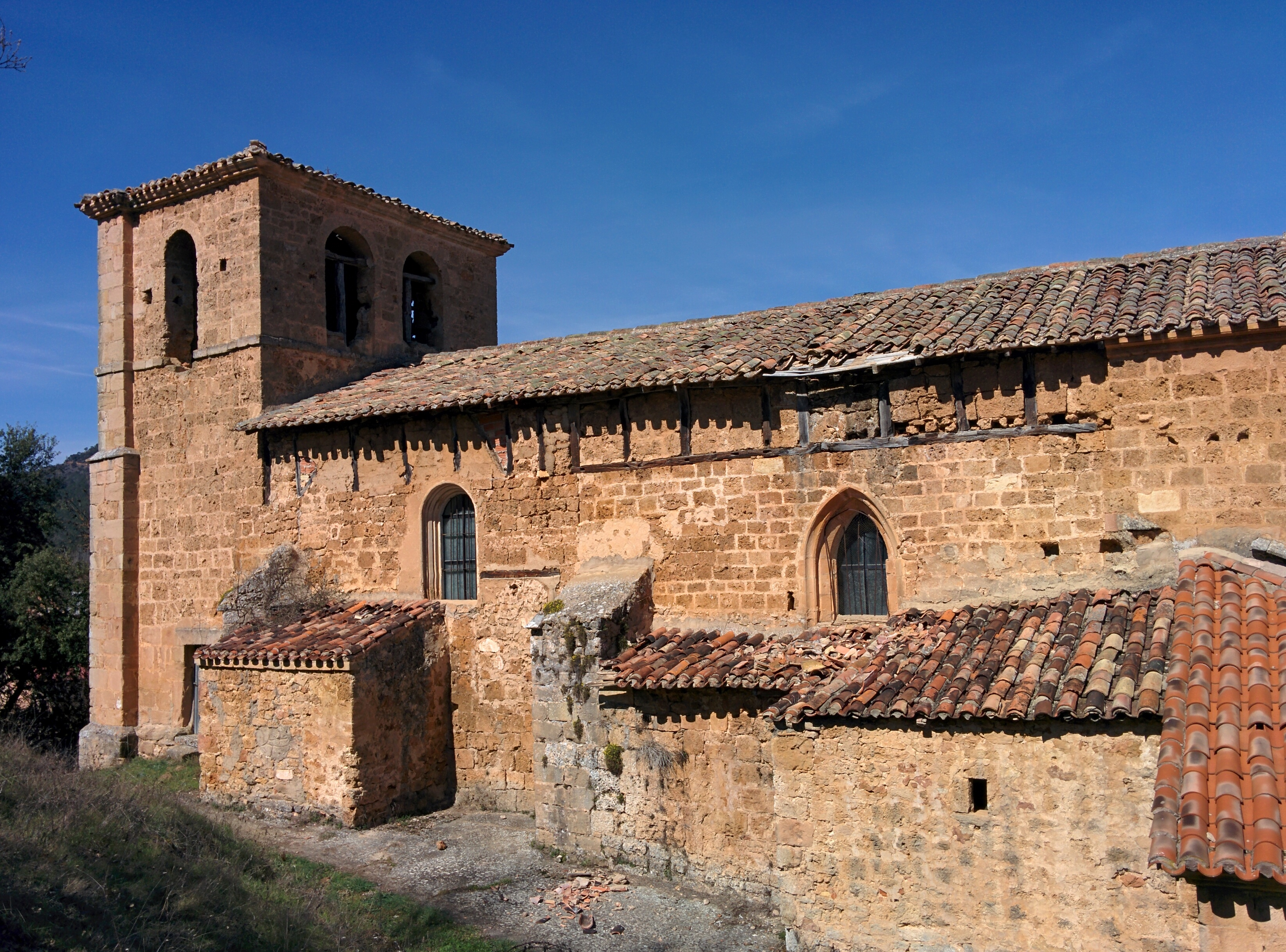
Iglesia de San Mamés

## Sehenswürdigkeiten
- Die im 15./16. Jahrhundert erbaute Iglesia de San Mamés ist dem in Mitteleuropa nahezu unbekannten hl. Mamas von Kappadokien geweiht. Das Portal der Kirche befindet sich ungewöhnlicherweise auf der Nordseite. Das Langhaus der Kirche wurde irgendwann durch eine außen sichtbare Fachwerkkonstruktion um ca. 1,50 m erhöht. Das Altarretabel (retablo) aus dem 16. Jahrhundert befindet sich heute im Museo del Retablo in Burgos.[5]
- Die beiden Kapellen Ermita de Santa Olalla und Ermita de San Martín stehen etwas außerhalb des Ortes. Sie sind einmal jährlich das Ziel von Prozessionen.